# 福島県道239号泉岩間植田線
福島県道239号泉岩間植田線（ふくしまけんどう239ごう いずみいわまうえだせん）は、福島県いわき市にある一般県道である。

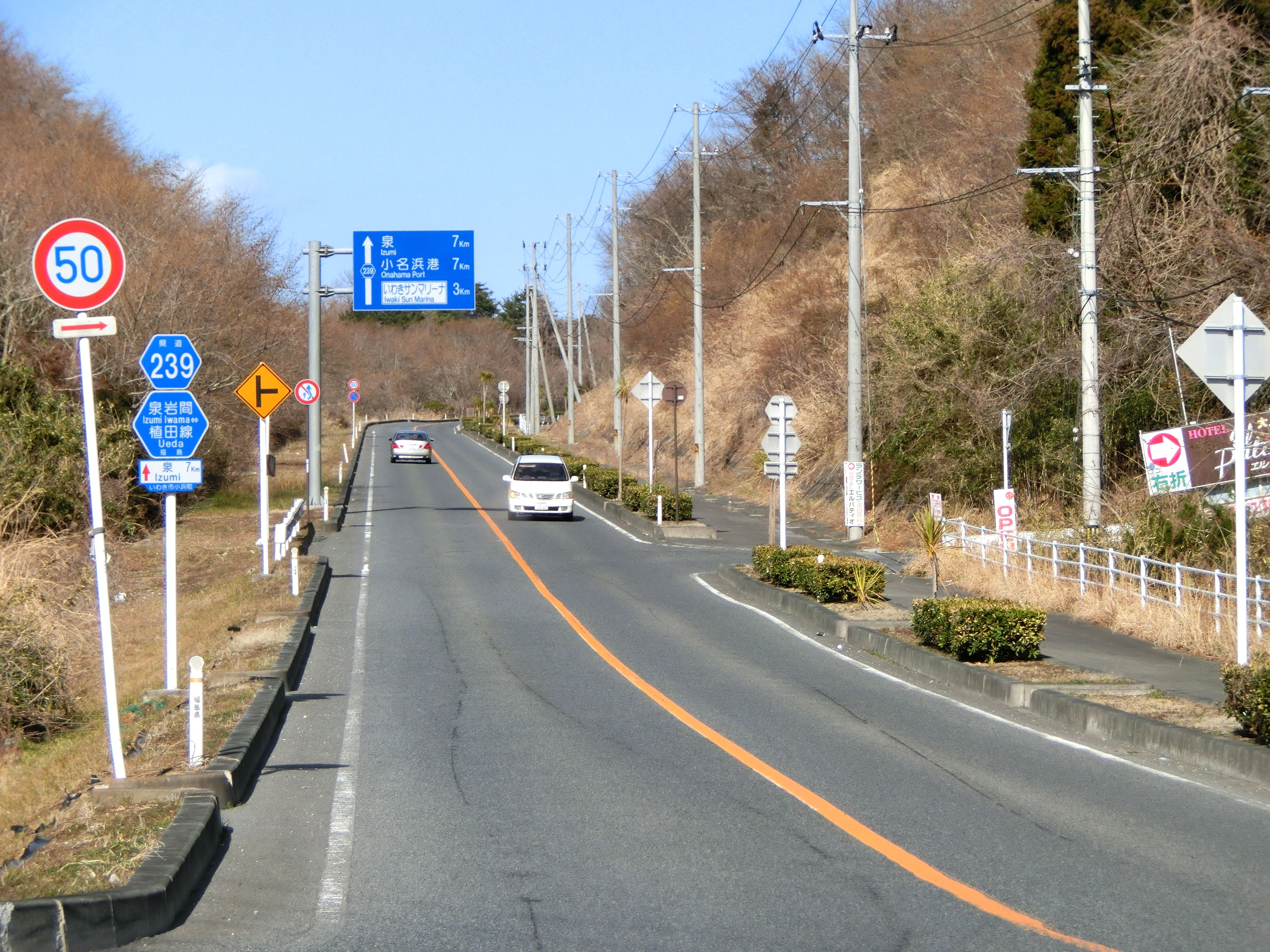
いわき市小浜町付近

## 路線概要
- 起点：いわき市泉町滝尻字東泉
- 終点：いわき市植田町中央一丁目
- 総延長：9.250 km
  - 実延長：8.888 km[1]
- 路線認定年月日：1959年8月31日[2]

### 重用路線
- 茨城県道・福島県道10号日立いわき線（いわき市佐糠町東1丁目～同市佐糠町八反田）
- 福島県道20号いわき上三坂小野線（いわき市佐糠町八反田～同市植田町中央一丁目〈終点〉）

### 道路施設
八帆入橋
- 全長：55.2m
- 幅員：7.5m
- 竣工：1972年[3]

泉町滝尻字東泉から泉町下川字神山前に至り、二級水系藤原川水系釜戸川を渡る。

### バイパス・新道
岩間町工区
- 起点：いわき市小浜町台
- 終点：いわき市岩間町川田
- 延長：1.2 km
- 幅員：6.0（14.0） m

2011年3月11日に発生した東日本大震災による津波で大きな被害を受けた地域であり、津波被災地域における復興まちづくりを支援する道路として2014年度に事業化され、2017年3月21日に開通した。従来は集落内で狭隘な区間もあったが、幅員が広げられ、盛土により嵩上げされた箇所を通るように改良された。旧道は同日県道指定を外れている。

## 通過する自治体
- いわき市

## 接続・交差する道路
- 福島県道20号いわき上三坂小野線（泉町滝尻字東泉 起点）
- 国道6号常磐バイパス（泉町下川字神山前）
- 国道6号常磐バイパス（佐糠町東1丁目）
- 茨城県道・福島県道10号日立いわき線 日立方面・福島県道20号いわき上三坂小野線 平方面（佐糠町八反田）
- 福島県道56号常磐勿来線（植田町中央一丁目〈植田町交差点〉終点）

## 沿線
- 東北電力泉町変電所
- 小名浜臨海工業地域
- いわきサンマリーナ
- 小浜海水浴場
- 常磐共同火力勿来発電所